# مقاشير (القفر)

تعديل مصدري - تعديل

مقاشير محلة تابعة لقرية شيعان، التابعة لعزلة بني سباء بمديرية القفر إحدى مديريات محافظة إب في الجمهورية اليمنية، بلغ تعداد سكانها 26 حسب تعداد اليمن لعام 2004.